# Vernon L. Smith
Vernon Lomax Smith, född 1 januari 1927 i Wichita, Kansas, är en amerikansk professor i nationalekonomi vid George Mason University i Virginia. Han tog sin doktorsexamen vid Harvard 1955. 2002 blev han, tillsammans med Daniel Kahneman, tilldelad Sveriges Riksbanks pris i ekonomisk vetenskap till Alfred Nobels minne.
I februari 2005 berättade Smith offentligt om att han har diagnosen  Aspergers syndrom.